# Oncaea mediterranea
Oncaea mediterranea är en kräftdjursart som först beskrevs av Claus 1863.  Oncaea mediterranea ingår i släktet Oncaea och familjen Oncaeidae. Inga underarter finns listade i Catalogue of Life.